# Muosurivier
De Muosurivier  (Zweeds: Muosujåkka of Movssejohka) is een rivier die stroomt in de Zweedse  gemeente Kiruna. De Muosurivier verzorgt de afwatering van het Muosumeer en de berghellingen van de Muosuberg. Ze stroomt naar het zuiden en levert haar water in bij de Birtimesrivier. Ze is ongeveer 12 kilometer lang.
Afwatering: Muosurivier → Birtimesrivier → (Vittangimeer) → Vittangirivier → Torne → Botnische Golf